# Alexej Baláž
Alexej Baláž (11. června 1943, Humenné – 3. listopadu 2016, Děčín) byl slovenský římskokatolický duchovní, působící v České republice, sídelní kanovník litoměřické kapituly, okrskový vikář děčínský a dlouholetý duchovní správce ve Varnsdorfu.

## Život

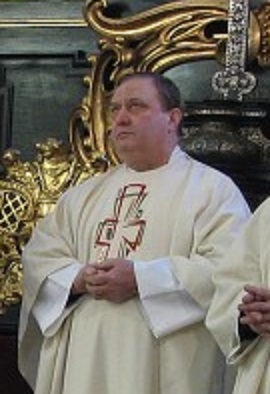
P. Alexej Baláž při Misse Chrismatis v litoměřické katedrále 22. března 2005

Alexej Baláž pocházel ze Slovenska. Jeho matka pracovala jako dělnice, otec sloužil jako důstojník československé armády. Po maturitě na zemědělské škole v Michalovcích roku 1963 nastoupil na Vysokou školu zemědělskou v Brně. Po ročním studiu se ucházel o studium bohoslovectví, nebyl však přijat. Od roku 1967 studoval teologii na Cyrilometodějské bohoslovecké fakultě v Litoměřicích. V roce 1972 jej tehdejší litoměřický biskup Štěpán Trochta vysvětil na kněze a ustanovil jako kaplana do Liberce. Odtud přešel po dvou letech Alexej Baláž jako administrátor do Krásné Lípy u Rumburka. Zde působil sedm let. V roce 1975 zahájil přes nesouhlas státních orgánů opravy kostela v ex currendo spravované farnosti Doubice, kde nechal na vlastní náklady opravit střechu.
V roce 1981 se stal duchovním správcem ve Varnsdorfu, kterým zůstal až do své smrti. V letech 1986–1989 byl jako prověřovaná osoba sledován Státní bezpečností. Při jednom z jeho výslechů bylo konstatováno, že jeho slovní projev „uráží socialistický stát“. V říjnu 1989 byl zaregistrován StB jako důvěrník.
V roce 1995 byl Alexej Baláž jmenován sídelním kanovníkem litoměřické kapituly s kanonikátem Svatoštěpánský I., téhož roku byl také jmenován okrskovým vikářem děčínského vikariátu. Ve funkci okrskového vikáře jej v roce 2014 nahradil Vojtěch Suchý. Zemřel 3. listopadu 2016 v nemocnici v Děčíně.